# Lina Jonn
Lina Jonn, nata Carolina Johnsson (Stora Råby, 8 marzo 1861 – Hønefoss, 25 dicembre 1896) è stata una fotografa svedese.

## Biografia
Figlia del contadino Jons e di Hanna Pålsdotter, era la sesta di sette figli, di cui quattro erano femmine. Il padre di Lina lasciò il lavoro di mezzadro nel 1875 per la gestione di un mulino a Lund, nel quale si doveva trasferire con tutta la famiglia, ma lo stesso anno morì di setticemia e il mulino fu venduto. La famiglia si trasferì a Lund mentre capofamiglia divenne il fratello maggiore Jonas (1851-1923).
All'età di sedici fu assunta come governante in una fattoria vicino a Höör dove rimase per circa un anno. Successivamente studiò privatamente le lingue tedesco e francese, nonché qualche nozione di inglese. Nel 1879, grazie alla sorella Anna che lavorava in Svizzera, Lina andò a Neuchâtel per perfezionare le sue conoscenze linguistiche. Nel 1880 partì per l'Inghilterra dove rimase per circa un anno a lavorare come istruttrice di musica, lingue e disegno presso una scuola femminile a Leicester. Al ritorno in Svezia, fece domanda per diventare istruttrice di educazione fisica presso il "Gymnastiska Centralinstitutet" di Stoccolma nel 1884 ma durante la visita medica scoprì di essere affetta da scoliosi e venne scartata. Sognava di avanzare nella professione ma sapeva molto bene che gli studi universitari erano riservati solo agli uomini, non erano dunque alla sua portata.
Nel 1886, dopo un periodo in cui non riuscì a trovare alternative, suo fratello Pål le suggerì di fare l'apprendista presso il suo amico fotografo finlandese Per Alexiz Brandt (1866-1915) a Helsingborg. Iniziò così a lavorare in quello studio portando con sé anche le sue sorelle Hanna e Maria come aiutanti. Jonn imparò molto in fretta il mestiere approfondendo le varie tecniche. Nel 1990 venne suggellata la nuova società "Alexiz Brandt & Co" ma già nel 1991 Jonn aprì un proprio studio, assieme alle sorelle a Lund, rilevando l'atelier di un altro fotografo, Lorentz Nilsson. Un noto fotografo svedese, Per Bagge (1866-1936) fu suo allievo e dipendente, il quale alla sua morte, rilevò l'atelier.

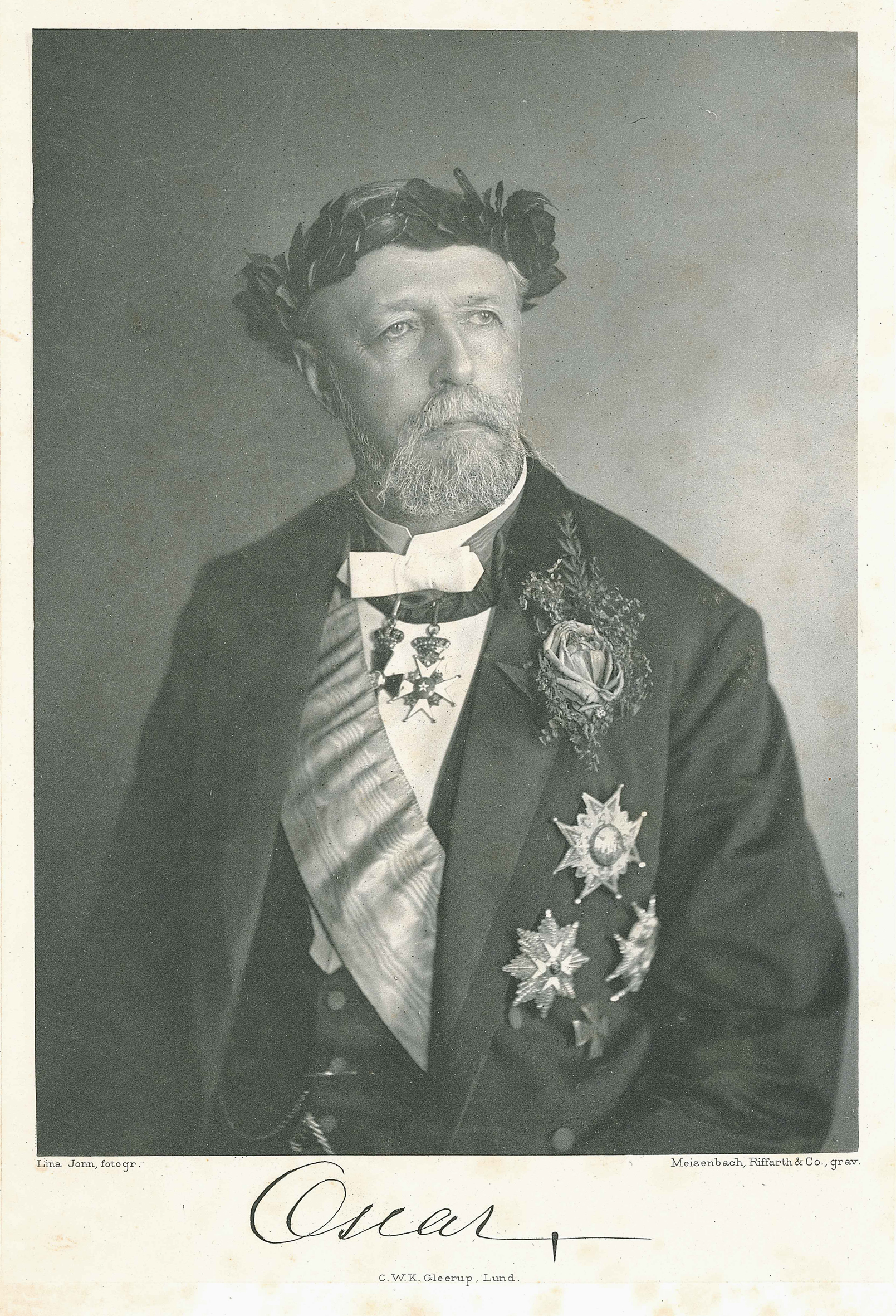
Re Oscar II di Svezia, 1893

L'atelier Jonn si fece notare rapidamente: l'uso delle luci e dei dettagli, lo sviluppo delle tecniche fotografiche, tutto documentato nei suoi appunti che ha lasciato, lasciano capire quanto fosse meticolosa nel lavoro e soprattutto quanto cercasse di ottenere le immagini migliori. Nel "Fotografisk Atelier Lina Jonn" passarono un po' tutti, dai cittadini comuni ai docenti universitari, dagli scrittori come August Strindberg al primo ministro Arvid Posse. La fotografa svedese però non si limitò alla ritrattistica, molto di moda con le sue carte de visite, ma uscì dal suo studio portandosi dietro l'ingombrante attrezzatura fotografica per documentare le feste cittadine, le celebrazioni studentesche, le donne al lavoro e visitò le zone della città in espansione, le baraccopoli e la miseria.
La consacrazione giunse il 27 maggio 1893 quando il re Oscar II di Svezia arrivò a Lund per ricevere la laurea honoris causa da parte dell'università e lei venne chiamata a documentare l'avvenimento. La foto scattata da Jonn fu considerata un ritratto così bello che i giornali di tutta la Svezia ne parlarono e il giornale "Lunds Weckoblad" la definì "la nostra nuova fotografa della corte reale"; quella foto divenne così popolare che anche Selma Lagerlöf ed altri autori scrissero dei testi. Lina inviò al re successivamente un album del Kulturhistoriska Museum di Lund con undici sue fotografie che vennero pubblicate dalle riviste nazionali contribuendo alla sua notorietà.
Negli anni che seguirono partecipò a vari concorsi vincendo numerosi premi e medaglie mentre varie riviste pubblicarono i suoi lavori. Tre anni prima, nel 1893, nel corso di una vacanza estiva in Norvegia, assieme alla sorella Erika (1865-1931), pittrice, a Hønefoss, presso una pensione, Lina si era innamorata del suo gestore, di sedici anni più grande di lei, Gudbrand Ole Tandberg (1845-1908). Si sposarono nella chiesa di Nordenhov il 9 dicembre 1895 e andarono a vivere nella fattoria del marito. Dopo un anno nacque il loro figlio, John (1896-1968). Due mesi dopo Lina morì per insufficienza cardiaca. La sorella Maria si precipitò in Norvegia e lo prese con sé per crescerlo con le zie a Lund mentre il padre lo rivide solo di tanto in tanto ed in maniera formale fino alla propria morte.
Quando era partita per la Norvegia, Lina aveva lasciato l'atelier alla sorella Maria (1855–1910) che, dopo la morte di Lina, lo vendette all'ex-dipendente Per Bagge che lo gestì sotto il nome di "successore di Lina Jonn" fino al 1903 e poi con il proprio nome.Lo studio fu gestito dopo il 1936 dalla moglie di Bagge, Valborg.
Nel 2002 il Museo Kulturen di Lund ha realizzato una mostra dedicata alle sorelle Jonn.

## Galleria d'immagini

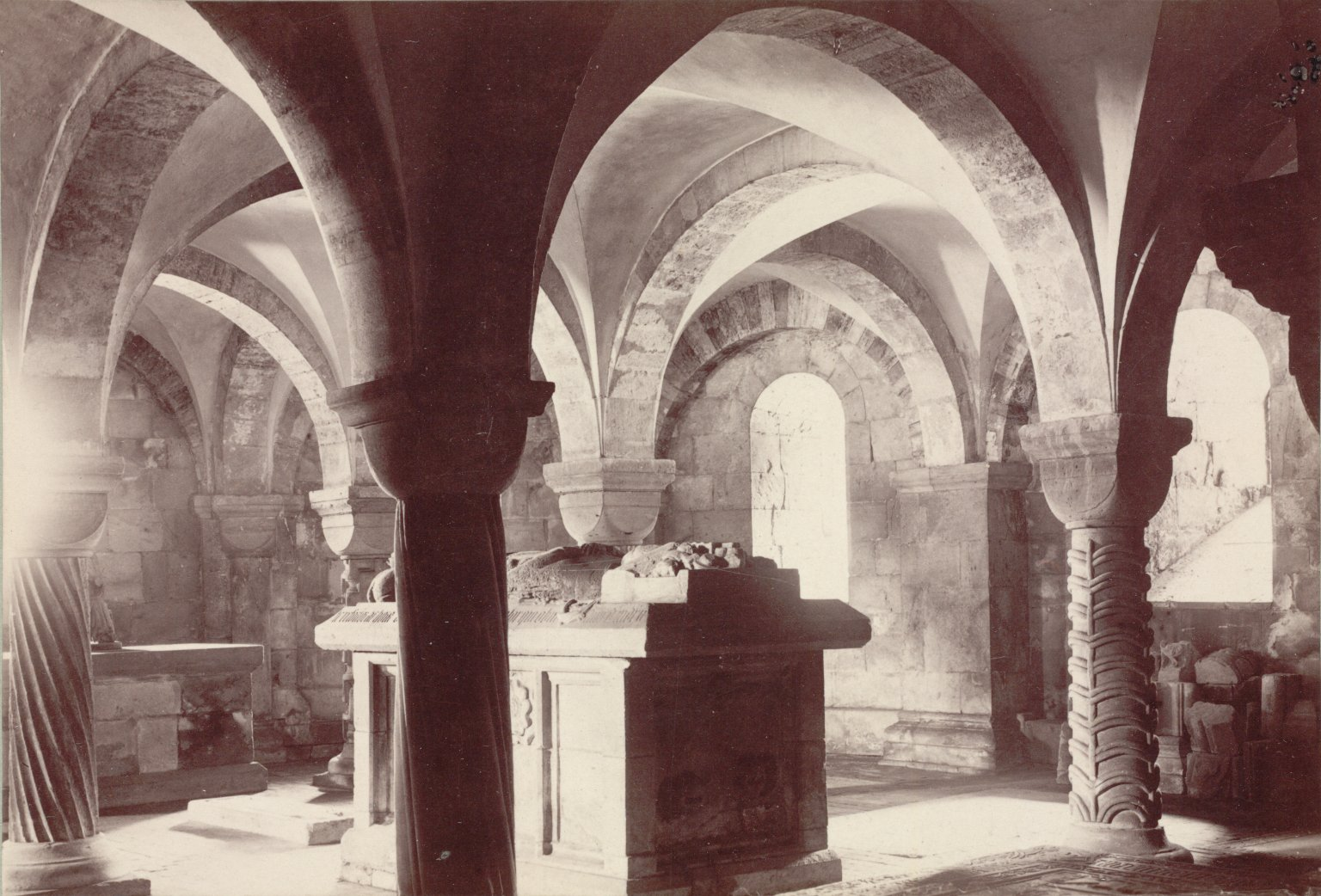
Cripta in una chiesa svedese, 1891-1895
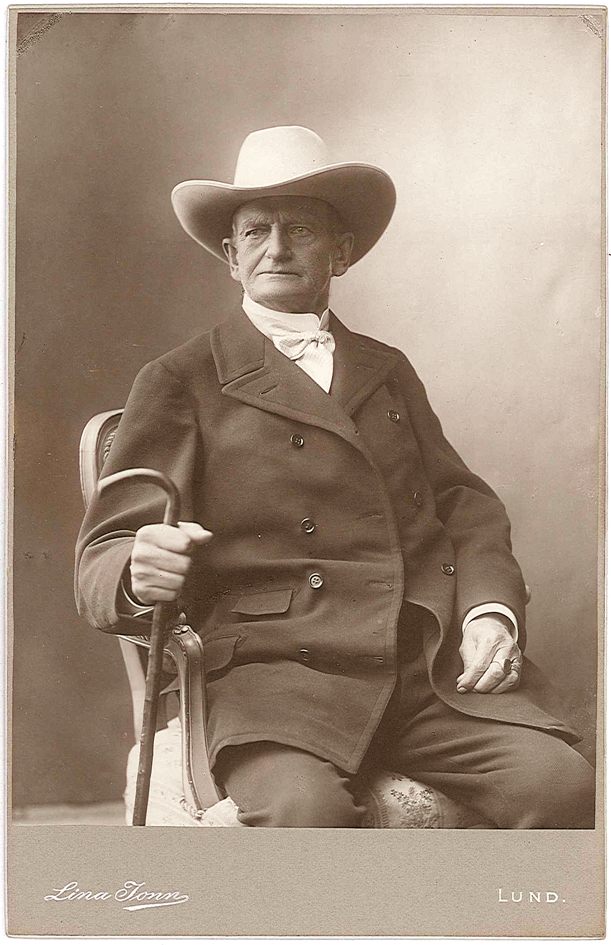
il primo ministro Arvid Posse, 1891-1896
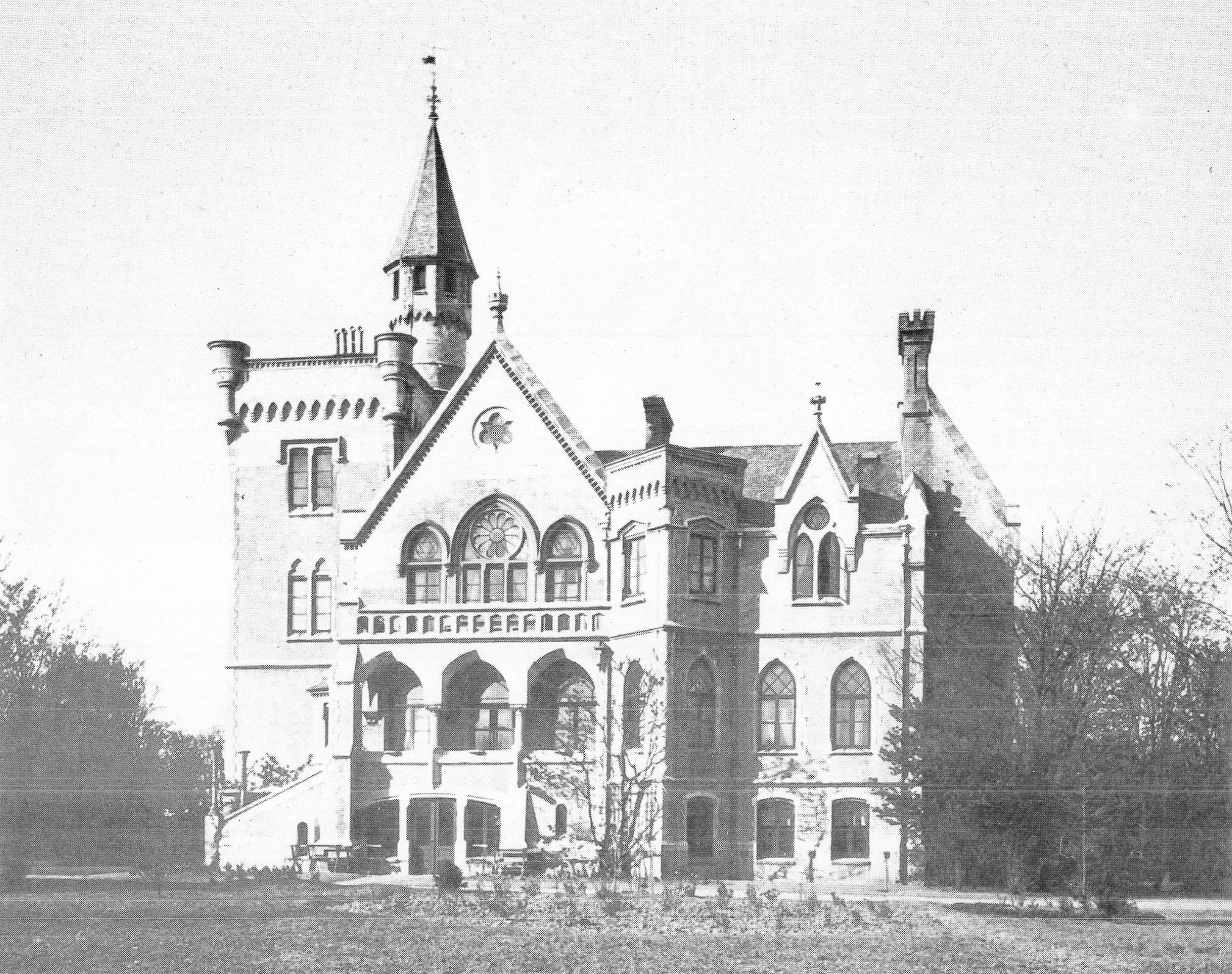
il Tuna Slott, castello ottocentesco, 1894
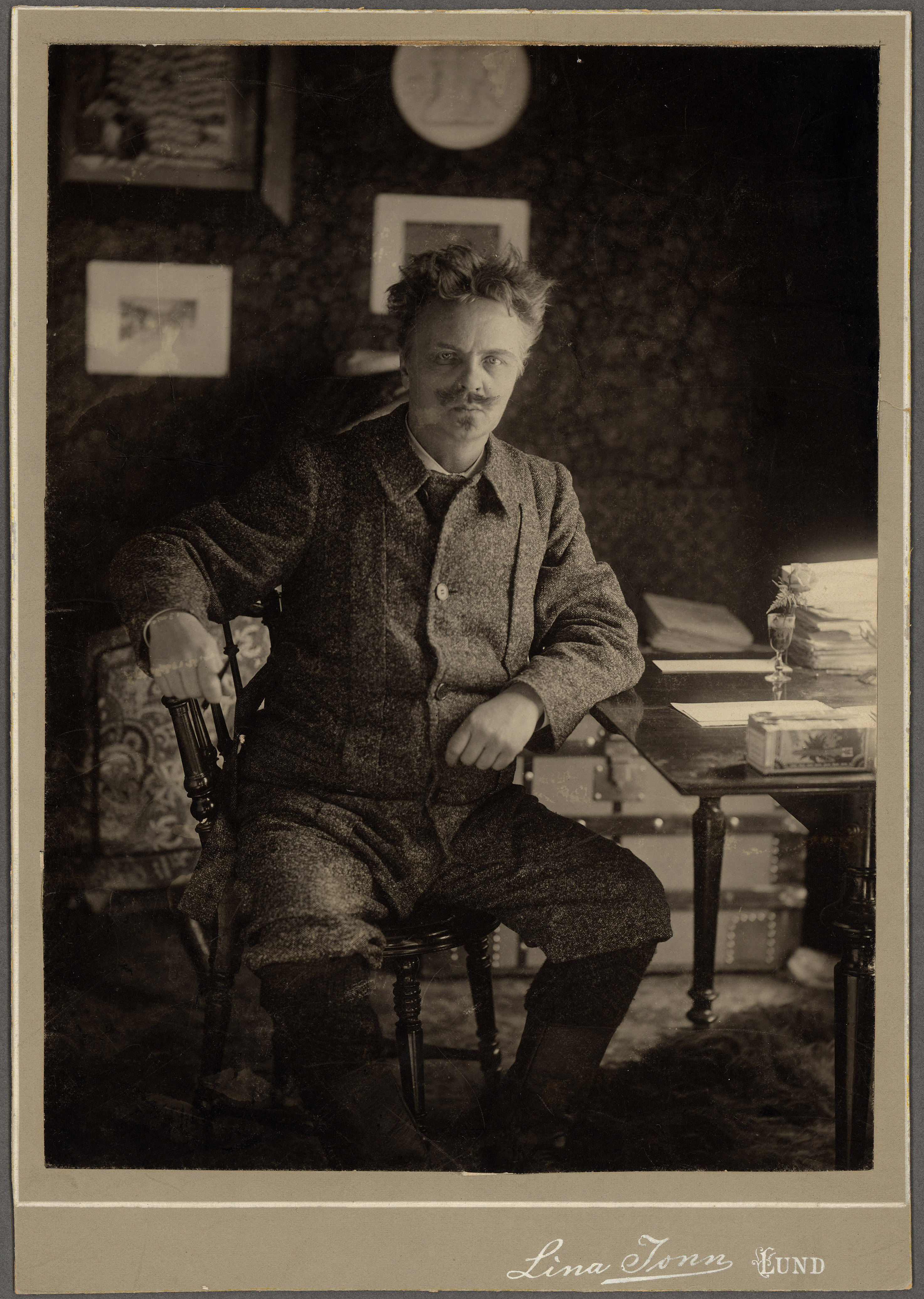
August Strindberg, data ignota
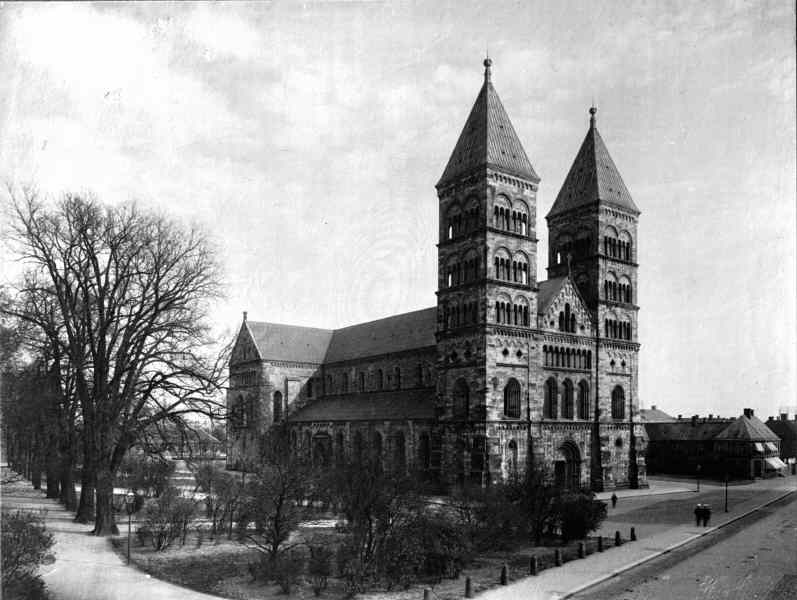
Cattedrale di Lund, data ignota
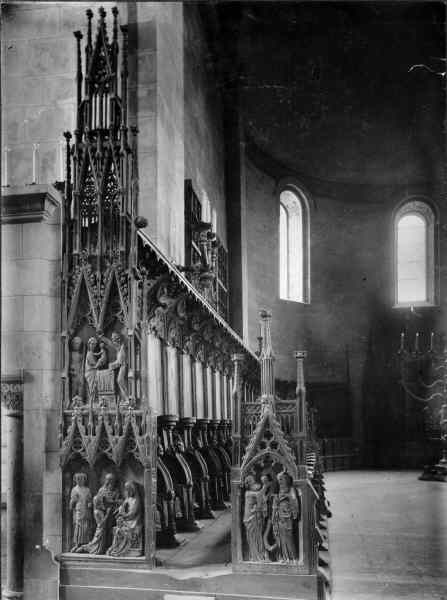
Cattedrale di Lund, particolare degli interni, data ignota
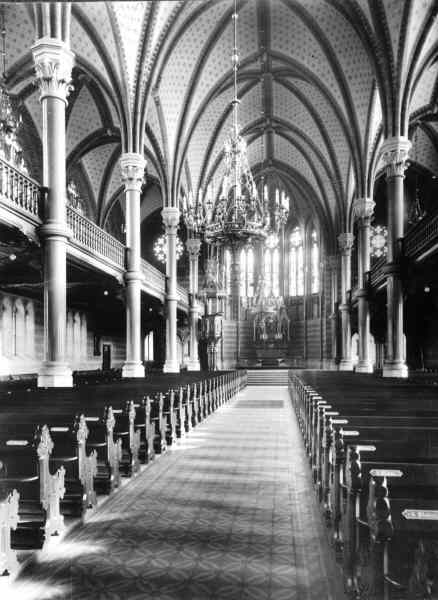
Chiesa di Ognissanti, Lund, data ignota
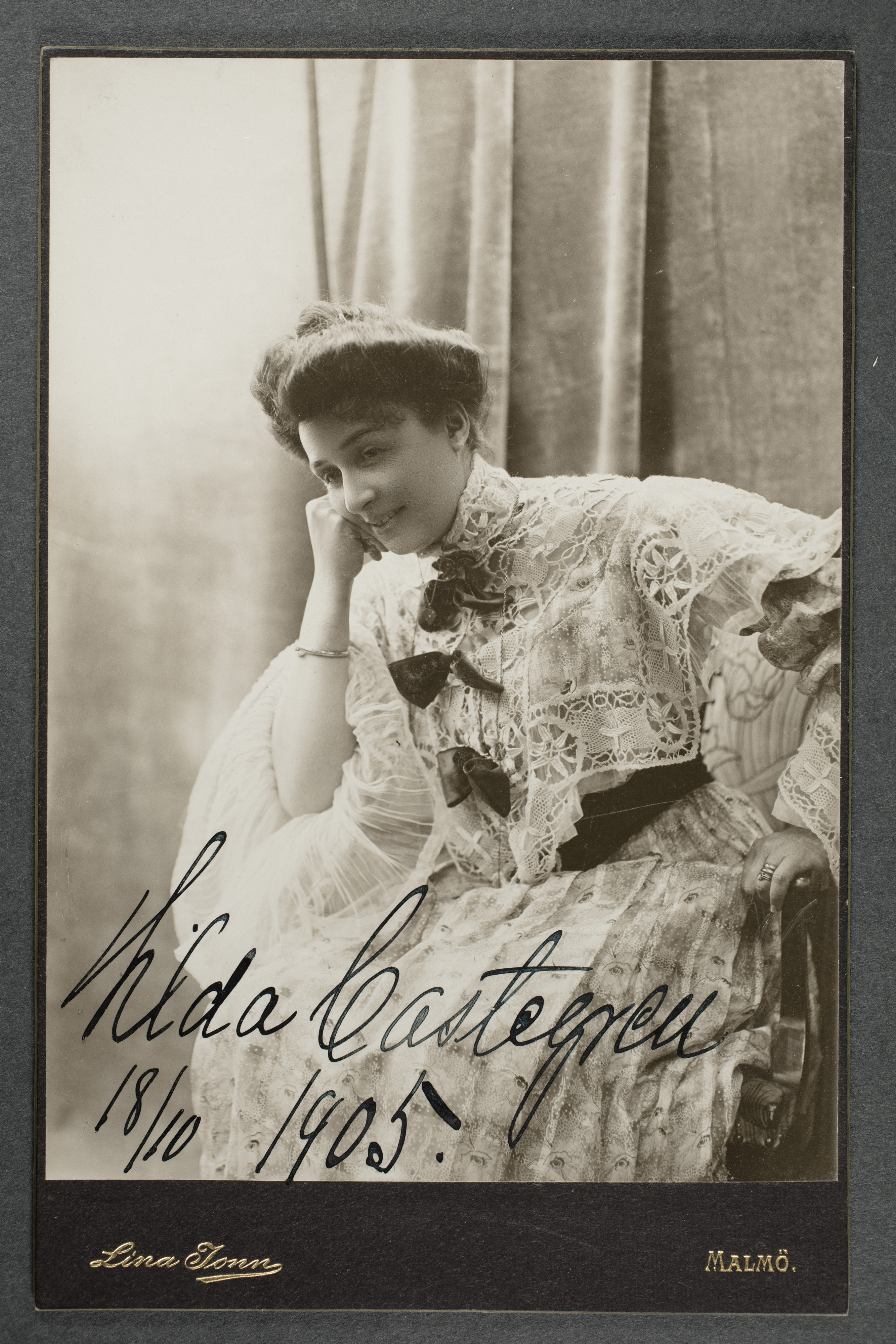
l'attrice Hilda Castegren (1864-1945), data ignota